# Алишаускайте, Кристина
Кристина Алишаускайте (род. 1984) — литовская художница.

## Биография
Выросла в Клайпеде, позже училась живописи в Вильнюсской академии художеств. Активно участвует в групповых выставках, а также проводит персональные выставки в Литве и за рубежом.

## Творчество
Картины К. Алисаускаейте лаконичны и минималистичны. Активно использует пустое и широкое пространство с безликими фигурами. Таким образом, её работы часто напоминают остановленный фильм или какой-то момент в истории, который был приостановлен на секунду, а затем снова ожил после этого. В своих работах художница анализирует универсальность личного человеческого опыта и то, как его можно выразить с помощью конкретных символов.
Она также использует модные изображения, обычно ассоциируемые с популярной культурой и рекламой, но представляет их по-другому, так что они приобретают странное качество и становятся непригодными для мгновенного потребления.

## Награды
- 2016 Arte Laguna Prize 2016 — финалист, Венеция, Италия[4]
- 2014 100 painters of tomorrow — финалист. Книга 100 самых перспективных ныне живущих художников была выпущена в октябре 2014 года Thames and Hudson[5][6]
- Международный конкурс 2013 года, премия Young painters prize’13 — Вильнюс, Литва[7][8]

## Персональные выставки
- 2015 январь. 'REM', галерея RonLangArt, Амстердам, Нидерланды
- 2013 май. «Быстрые движения глаз», The Rooster gallery, Вильнюс, Литва[9]
- 2009 май. «Расстояние», The Rooster gallery, Вильнюс, Литва.